# 後藤悟 (ハンドボール)
後藤 悟（ごとう さとる、1996年2月26日 - ）は、大分県大分市出身のハンドボール選手。3.リーガ（ドイツ3部）のライン＝ネッカー・レーヴェン2所属。

## 経歴
大阪体育大学時代は2017年の西日本学生ハンドボール選手権大会で優秀選手に選ばれた。
2018年2月に日本ハンドボールリーグの湧永製薬へ加入。7月には第24回世界学生選手権の日本代表U-24に選出された。
2019年6月28日に選手登録を抹消され、ドイツのライン＝ネッカー・レーヴェン2へ移籍。

## 詳細情報

### 年度別成績
| 年       | チーム   | 試合 | フィールド 得点 | 率   | 7m  | 合計  | 警告 | 退場 | 失格 |
| -------- | -------- | ---- | --------------- | ---- | --- | ----- | ---- | ---- | ---- |
| 2017-18  | 湧永製薬 | 3    | 1/2             | .500 | 0/0 | 1/2   | 0    | 0    | 0    |
| 2018-19  | 湧永製薬 | 24   | 47/70           | .671 | 3/5 | 50/75 | 0    | 0    | 0    |
| JHL：2年 | JHL：2年 | 27   | 48/72           | .667 | 3/5 | 51/77 | 0    | 0    | 0    |

- 各年度の太字はリーグ最高

### 記録

#### 日本ハンドボールリーグ
- フィールドゴール初得点：2018年2月25日、対トヨタ紡織九州戦（佐賀県総合体育館）[5]
- 7mスロー初得点：2018年12月1日、対トヨタ車体戦（佐伯区スポーツセンター）[6]

### 背番号
- 19 (2018年 - 2019年)